# Molkin
Molkin (del ruso: Молькин) o Molkino (Молькино) es un jútor del ókrug urbano de Goriachi Kliuch del krai de Krasnodar, en las estribaciones noroccidentales del Cáucaso, en Rusia. Está situado cerca de la orilla izquierda del río Psékups, 20 km al norte de Goriachi Kliuch, y 32 km al sur de Krasnodar. Tenía 3 303 habitantes en 2010.
Pertenece al municipio  Sarátovskoye.

## Transporte
Cuenta con una plataforma ferroviaria en la línea Krasnodar-Krivenkovskaya-Tuapsé. Por la localidad pasa la carretera federal M4 Don Moscú-Novorosíisk.